# 그랜드 점프
《그랜드 점프》(グランドジャンプ 그랜도잔푸[*], 영어: GRAND JUMP)는 슈에이샤가 발행하는 일본의 청년 만화 잡지이다.

## 창간 경위
2011년 6월, 슈에이샤가 슈퍼 점프와 비즈니스 점프를 휴간하고 해당 잡지에 연재되고 있었던 작품들을 집약하여 청년 만화 중심으로 발간한 만화 잡지가 있었는데 바로 그랜드 점프이다.

## 주요 작품
현재 그랜드 점프에는 19개 이상의 만화 타이틀이 정기적으로 연재되고 있다. 기본적으로 표시되는 순서는 연재 개시 순서로 더욱 시작 호가 같은 작품에 대해 게재 순서로 했다.
| 연재 작품                                 | 연재 작가                    | 연재 시기  |
| ----------------------------------------- | ---------------------------- | ---------- |
| 달콤한 생활 2nd 시즌(甘い生活 2nd season) | 유즈키 히카루                | 2011년01호 |
| 마타타키의 소냐(瞬きのソーニャ)           | 유즈키 히카루                | 2012년15호 |
| 불가능(不能犯)                            | Shin Miyatsuki, Yūya Kanzaki | 2013년10호 |

## 같이 보기
- 슈퍼 점프
- 비즈니스 점프
- 월간 영 점프
- 울트라 점프